# Зоран Радмилович
Зоран Радмилович (на сръбски: Зоран Радмиловић; 1933 — 1985) е сръбски театрален и киноактьор.
Известен е с ролите си в театър „Ателие 212“, Белград и в киното.